# Miliusa baillonii
Miliusa baillonii är en kirimojaväxtart som beskrevs av Jean Baptiste Louis Pierre. Miliusa baillonii ingår i släktet Miliusa och familjen kirimojaväxter. Inga underarter finns listade i Catalogue of Life.